# 501 (tal)
501 är det naturliga heltal som följer 500 och följs av 502.

## Matematiska egenskaper
- 501 är ett udda tal.
- 501 är ett semiprimtal[1].

## Inom vetenskapen
- 501 Urhixidur, en asteroid.